# SSKラジオ放送
SSKラジオ放送（札幌総合コミュニティーラジオ放送）とは、インターネットを主として北海道札幌市周辺でラジオ放送の活動を行う登録任意団体。室蘭まちづくり放送への番組供給を実施している。また技術部門の事業としてライブPA、レコーディング事業、ＦＭラジオ局の放送設備更新工事や維持管理業務などを行っている。愛称はSSKラジオ。英称はSapporo Sound Keep Radio。

## 団体概要
- 団体名：SSKラジオ放送（札幌総合コミュニティーラジオ放送）
- 英名称：Sapporo Sound Keep Radio
- 略称：SSKラジオ
- コールサイン：GIPR-81.8net[要出典]
- 設立：2007年8月18日
- 開局：2008年4月1日
- 住所：北海道札幌市白石区菊水３条４丁目１−９ 第二森ビル 道央ロジスティクスベース

## 沿革
- 2007年8月18日 - 札幌総合コミュニティーラジオ放送設立。
- 2008年4月1日 - インターネットラジオ「SSKradio」開局。
- 2009年7月26-27日：市民団体運営のネットラジオ局初の24時間生放送番組「24時間ラジオ09」を放送。
- 2011年1月5日 - FMびゅーへのレギュラー番組配給を開始。
- 2013年
  - 9月1日 - 音響機器管理や音楽制作を担当する関連団体「サウンド・キープ レコーズ」を設立。
  - 10月1日 - iTunes Storeへの番組配給を開始。
- 2016年
  - 2月24日-3月26日 - 北海道新幹線開業に際し報道各社向け取材協力・配給を実施。
  - 4月25日 - Youtubeでの動画配信を開始。
- 2017年4月25日 - FRESH!での動画配信を開始。
- 2018年
  - 1月1日 - OPTIMOD-TV導入を含む放送設備の大規模改修を実施。
  - 4月26日 - Amazon Primeビデオへの映像配給を開始。
- 2019年1月1日 - ブランド名とドメインを「SSKradio.tv」に改める。

## 聴取・視聴方法
- IPラジオ放送
  - 公式サイトSSKradio.tv　公式サイト上にアップロードされたMP3ファイルをダウンロードする事で聴取する事が可能。2016年10月からブラウザ上での再生にも対応。
  - iTunes Store　2013年10月よりiTunes Store Podcastでも配信をスタートしている。
  - 生放送　定期的に実施する生放送などではFRESH!などを利用して放送を聴取できる。
- FM放送：2011年3月まで室蘭まちづくり放送に番組を供給しており、室蘭市及びその周辺地域で聴取が可能だった。
- 動画配信
  - YouTubeチャンネル　YouTubeに開設した動画配信チャンネルで毎月25日に配信。
  - FRESH!チャンネル FRESH!に開設した動画配信チャンネル。2017年4月より生放送配信及び動画番組の先行配信を開始。
  - Amazon Prime Video Amazonビデオのプライム・ビデオ サービスにて2018年4月より一部番組のみ配信を実施。

## 特徴
- 日本国内キー局など多くの放送局で採用されているorban社製OPTIMODシリーズや、英国放送協会で使用された実績のある機材などネットラジオ局としては類をみない本格的な機材を使用して放送している。[1][2][3]
- 室蘭まちづくり放送で担当した番組では、県域FM局の番組制作のクオリティを意識した放送活動を行う。
- 自局製作した機材によって電話中継の安定化をはかり、生放送実施時や各収録番組等で街頭インタビュー等を行っている。[4]

## 現在放送している番組
2015年10月から、ラジオ放送の全番組が土曜日配信、動画番組が毎月25日の配信となっている。
- HeatPopJapan!! 「SSKラジオの看板番組」として、局アナ及び道内在住のアーティストが担当する。 
  - 週末トラベラーのHeatPopJapan!!　：志田将来、佐藤陽水によるコンビ「週末トラベラー」による旅番組。
- だぶるきむらのまいぺ～すラジオ 東京で俳優活動を行う木村遥と木村未来によるトークバラエティー番組。
- 佐藤宗介、独立宣言。 佐藤宗介による地方紹介バラエティー。毎回道内各地のお土産など北海道各地の魅力を紹介している。
- いっ休・枝平の開口一番 落語家の春風亭いっ休と桂枝平によるバラエティー。
- 国語専門塾みがくの放課後SHOUT 札幌市内で国語の専門塾を経営する夫妻による教育系バラエティー番組。
- StardustNight 開局当初から女性パーソナリティを入れ替え流れながら放送された毎月第2・4金曜日のトーク番組。2010年度は放送を休止し、2011年春から2014年3月まで第二期放送、2015年10月から再び万紫木をパーソナリティに据え再開。
- トッテダシ! 映像コンテンツとして4月25日よりFRESH!にて放送を開始した情報ドキュメント番組。
- 轟 斬新な切り口で札幌の今をお送りするコンセプトに映像コンテンツとして放送を開始した、突撃バラエティー。
- Street Film. 刻々と移り行く街並み・風景をゲストと共に歩きながら、“ポートレート・ムービー”をコンセプトに街の魅力を再発見するテレビ番組。
- 佐藤兄弟のふりぃだむラジオ 双子のバラエティータレント佐藤陽水と佐藤宗介によるトーク番組。当初は、2008年5月の「生放送特番24時間ラジオ」の際に放送された10分間のショート番組だったが、2009年7月に実施した「24時間ラジオ-2009」での放送を後日、再度聞いた局長の「使える！」という独断と偏見の判断により、2009年度秋の番組改編よりレギュラー放送化。佐藤兄弟の受験のため2011年4月30日の放送から一年間の休止期間を経て、佐藤陽水の受験が無事に終わった2012年4月より放送が再開された。なお、兄の佐藤宗介は受験に失敗したため2013年5月現在浪人生のため休業と復帰を繰り返し、休業中はSSKラジオ所属のタレントなどがアシスタントで担当していた。2015年10月より土曜配信に変更。また動画版として「佐藤兄弟のふりぃだむテレビ」も制作された。
- 佐藤兄弟のふりぃだむテレビ 双子のバラエティータレント佐藤陽水と佐藤宗介によるトーク番組「佐藤兄弟のふりぃだむラジオ」のスピンオフとして開始された映像番組。

## 過去に放送していた番組
- HeatPopJapan!!
  - BlackmagicのHeatPopJapan!!　：志田将来、ハヤミエドガワによるコンビ「BlacMagic」によるバラエティー番組。
  - 偽陽水のHeatPopJapan!!：同局リポーターの「偽陽水」こと佐藤陽水がパーソナリティーを務めていた番組。2011年2月19日をもって放送終了。
  - EN×HeartLandBandのHeatPopJapan!!（4週目）：「SSKラジオ放送初のミュージシャンが担当する番組」として放送していた番組。パーソナリティーは札幌のバンドEN×HeartLandBandが担当していた。
  - T-GirlsのHeatPopJapan!!DX（1週目）：所属パーソナリティーである万紫木と桜庭月の二人で構成する声優の卵アイドルユニット「T-Girls」が担当する番組。過去に藤原凪や志摩ふじこが番組に参加していた。その後も特番として星野ほまれ、久保田れななどを迎えて放送している。
  - HeatPopJapan!!-NorthWay-：開局当初からメンバーを入れ替え流れながら放送しているSSKラジオ放送の中で最長寿の番組。現在の担当は志田将来、神崎鈴音の2名。2014年3月終了。
  - HeatPopJapan!!-SPECIAL-：5週目まである月に特番として放送するスペシャル番組。
  - 渡辺匠のHeatPopJapan!![with]（1週目）：札幌で活動するミュージシャン渡辺匠とSSKラジオ所属タレントの志摩ふじこの2人がパーソナリティーを担当するバラエティー番組。2015年7月配信をもって休止。
  - HeatPopJapan!!Door's：志田将来、江戸川歩による、新しい世界への扉を開けるをコンセプトとした番組。レギュラー放送としての放送は終了したが、3か月に1回程のペースで不定期放送を実施している。
  - HeatPopJapan!!X 開局10周年を迎える2018年に向けて、志田将来と万紫木でお送りする番組。
  - T-GirlsのHeatPopJapan!!DX 所属女性パーソナリティーユニット「T-Girls」が担当する番組としてスタート。現在は万紫木とHARUNAの2名が担当。過去に藤原凪や志摩ふじこが番組に参加していた。なお、特番では星野ほまれ、久保田れなも担当していた。
- BlackMagicのサタスタ！：志田将来、江戸川歩によるコンビ「BlacMagic」とアシスタント星野ほまれ・佐藤宗介によるバラエティー番組。
- -SkyRadio- スタジオの外で公開収録を行い、リスナーが出演するなど密着型の企画を特徴としていた番組。
- IMSP-MusicBox 毎月1日に放送。北海道で活動するインディーズミュージシャンの曲から選出された「今月のPower Play」を紹介する音楽番組。放送時間は内容により変動。
- MusicBox Next 2013年春よりスタートしたSSKラジオの音楽プロジェクト番組。番組は不定期に制作され、パーソナリティーは道内のインディーズミュージシャンが務めている。
- 偽陽水のサキヨミ！ 毎回、旬なニュースや話題に独自の視点から切り込む時事ネタ番組。偽陽水こと佐藤陽水がパーソナリティー務めている。
- スマイル宅配便 毎月第2金曜配信。当初は年始特番だったが2014年度よりレギュラー化。パーソナリティは星野ほまれ・白鳥渉、アシスタントは宮岡かのん。
- 久保田れなのほっかいどうはでっかいどー！！ 毎週土曜日配信の各番組内で約10分間放送。

## 所属パーソナリティー・スタッフ
- 志田将来 SSKラジオ代表(局長)。現在は「HeatPopJapan!!」などを担当。また「メディアクリエイトエンジニア」と称して番組のミキサーから放送設備の設計や維持管理、番組企画を担当している。[5]
- ハヤミエドガワ（江戸川歩） SSKラジオ放送 副局長。HeatPopJapan!!などを担当。本業は北海道内のテレビ局に勤務。
- 佐藤宗介 「佐藤兄弟のふりぃだむラジオ」を担当。2008年に佐藤宗介から折木宗介に改名したが、2015年現在は再び佐藤宗介名義で活動。
- 白鳥渉 特番の際などに登場していたパーソナリティー。2009年7月26日/27日の2日に渡ってに放送された生放送特番「24時間ラジオ-2009」への出演で一度退局したが再度入局。
- 志摩ふじこ 2012年5月3日〜4日にかけて放送された25時間ラジオから登場した。現在は東京支局に所属。
- 春風亭いっ休（道楽亭栗鈴） 落語協会所属の落語家。本名は永井 智理。2016年から2018年にかけてはアマチュア落語家タレント道楽亭栗鈴として活動していた。
- 星野ほまれ 天然を全面に打ち出した個性的なキャラクターで活躍している。2017年12月の放送で難病の全身性エリテマトーデス、ベーチェット病の患者であることを公表し、啓発活動にも取り組んでいる。
- 万紫木 StardustNightを担当。2011年5月3日から2014年3月までSSKラジオ放送に所属し、藤原凪と共にT-Girlsを組み「T-GirlsのHeatPopJapan!!DX」を担当していた。上京と移籍のため一旦出演が終了していたが、2015年9月よりSSKラジオ放送の番組に復帰した。
- HARUNA 2018年10月からT-GirlsのHeatPopJapan!!DXを担当
- スタディ 道南制作センター所属のディレクター。主にStardustNightなどの編集を担当していることからスタディと呼ばれている。
- ゴリラ堀江

## 過去のパーソナリティー・出演者
- 翠月蒼菜 「StardustNight」に出演。
- 白永ゆふ ゆっふぃ〜の愛称で親しまれたアナウンサー。話し手としての技術があまりにも高いため「パーソナリティー経験者では？」との憶測が広まっていた。
- 爆弾太郎 札幌市内のコミュニティFM局においても技術スタッフとしても活動していたパーソナリティー。本業は路線バスの運転手。2010年夏頃に退局。
- 深月秋菜 2009年度から活動していたアナウンサー。所属していた頃は主に「HeatPopJapan!!」系番組を担当していた。2010年12月末日を以って退局。
- 桜井李央 2009年度から活動していたアナウンサー。2010年度をもって退局。
- 藤原凪（伊達侑華） 開局直後から活躍し、局内で結成したアイドルユニット「T-Girls」のメンバーとして活動したパーソナリティー。卒業後は東京にて「伊達侑華」名義で活動している。
- 桜庭月（三浦小季） 2012年12月に登場。活動の中心を東京に移すため卒業、その後JTBエンタテインメントに本名の三浦小季としてジュニア所属し、声優活動を行っている。また卒業後の2017年9月にはFRESH!で放送された「佐藤兄弟のふりぃだむラジオ THE LAST LIVE」に卒業生としてビデオメッセージで出演した。
- 山本涼 2013年10月から研修をスタートした第9期研究生。世界一の爆弾娘を自称した。
- 神崎鈴音 SSKラジオ開局当初から所属していたパーソナリティー。「HeatPopJapan!!-NorthWay-」を主に担当していた。東京に拠点を移すため卒業。
- 志摩らんこ 2013年10月から所属した第9期生。志摩ふじこの実の妹。
- 春馬ユウ
- 久保田れな 番組内コーナー「久保田れなのほっかいどうはでっかいどー！」や、「T-GirlsのHeatPopJapan!!DX」クリスマス特番などを担当していた。現在は札幌を中心に歌手活動を行っている。実妹は女優の久保田紗友。
- 本田ひかり
- 佐藤陽水 個人事務所「自転車で笑顔を運ぼうプロジェクト」所属）生放送専門番組の「佐藤兄弟のふりぃだむラジオ」でお馴染みの双子の弟のアナウンサーだったが、一度退局した上でリポーターやパーソナリティーとして再度出演している。退局の理由は「一身上の都合」と、明かしていないという説や「受験勉強が忙しい」などという説があがっているが、一番有力なのは「一人旅をするため」という説。2017年9月の出演をもって芸能活動を引退した。SSKラジオの番組の合間に流れるCM「自転車で笑顔を運ぼうプロジェクト」の広告主でもある。
- 寺島凛
- 松尾洋輔
- 宮岡かのん